# Parque Natural Regional Périgord-Limousin
O Parque Natural Regional Périgord-Limousin (em francês:  Parc naturel régional Périgord-Limousin) foi criado em 9 de março de 1998 e consiste em 78 comunas situadas nos departamentos de Dordogne e Alto Vienne. O parque tem uma área de 1.800 quilômetros quadrados e é habitado por 49.661 pessoas.

## Geografia

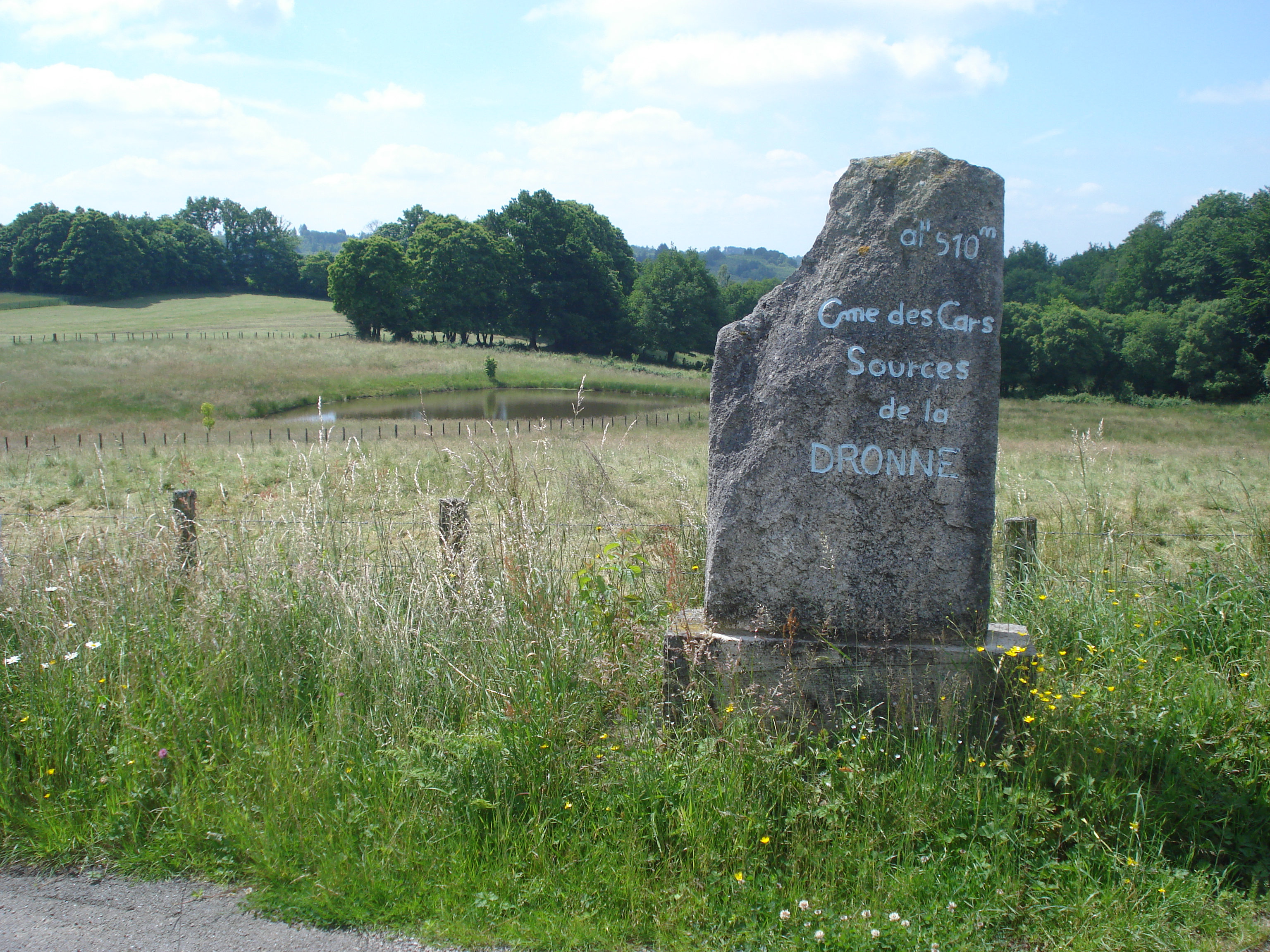
Nascente do Dronne no maciço granítico de Nexon-Les Cars, planalto oriental

O parque abrange 5 cantões em Dordogne:
- Bussière-Badil

- Jumilhac-le-Grand

- Mareuil

- Nontron

- Saint-Pardoux-la-Rivière

e 5 cantões em Alto Vienne:
- Châlus

- Oradour-sur-Vayres

- Rochechouart

- Saint-Laurent-sur-Gorre

- Saint-Mathieu

Associadas às 78 comunas fundadoras estão seis outras comunas, que servem como pontos de acesso ao parque:
- Aixe-sur-Vienne

- Brantôme

- Nexon

- Saint-Junien

- Saint-Yrieix-la-Perche

- Thiviers

Os dois lagos artificiais Lac de Lavaud e Lac de Mas Chaban pertencem ao departamento de Charente, mas também estão associados ao parque.
A administração do parque está instalada em uma antiga ferraria no vilarejo de La Barde (comuna de La Coquille), enquanto o centro de visitantes está estabelecido em Pageas.

### Paisagens
As elevações no parque começam em 85 metros ao longo do rio Lizonne perto de La Rochebeaucourt-et-Argentine e chegam a 556 metros perto de Courbefy, a sudeste de Bussière-Galant. Devido a essas diferenças de elevação, o parque possui vários habitats naturais diferentes, como pântanos próximos a Champagnac-la-Rivière, bocage, prados próximos a cursos d'água e florestas de castanheiros e carvalhos. Ao sul de Mareuil, encontramos zonas de charneca e pastagens secas. Há também muitas piscinas pequenas e lagos. Muitos riachos e rios menores, como, por exemplo, o Arthonnet, o Bandiat, o Charente, o Côle, o Dronne, o Gorre, o Grêne, o Lizonne e o Tardoire drenam o parque. De todos esses cursos de água, o Isle é o único rio com sua nascente fora do perímetro do parque.
Os cursos d'água pertencem a uma das três bacias hidrográficas:
- Dordogne no sul do parque;

- Vienne ao norte e;

- Charente no noroeste.

### Clima
O clima no parque é temperado, mas pode apresentar variações locais bastante acentuadas. No nordeste, o clima é geralmente continental, enquanto no sudoeste é marítimo. Algumas encostas protegidas voltadas para o sul podem até possuir um clima mediterrâneo. O diagrama climático a seguir mostra a média dos dados de 2004 a 2008 de uma estação meteorológica particular (354 metros acima do nível do mar) perto de Milhaguet, Alto Vienne.
Distribuição de temperatura em °C:
A temperatura média nos últimos cinco anos foi de 11,1°C, e a precipitação anual foi de 1053,6 milímetros. Os últimos anos foram excepcionalmente úmidos.

## Geologia

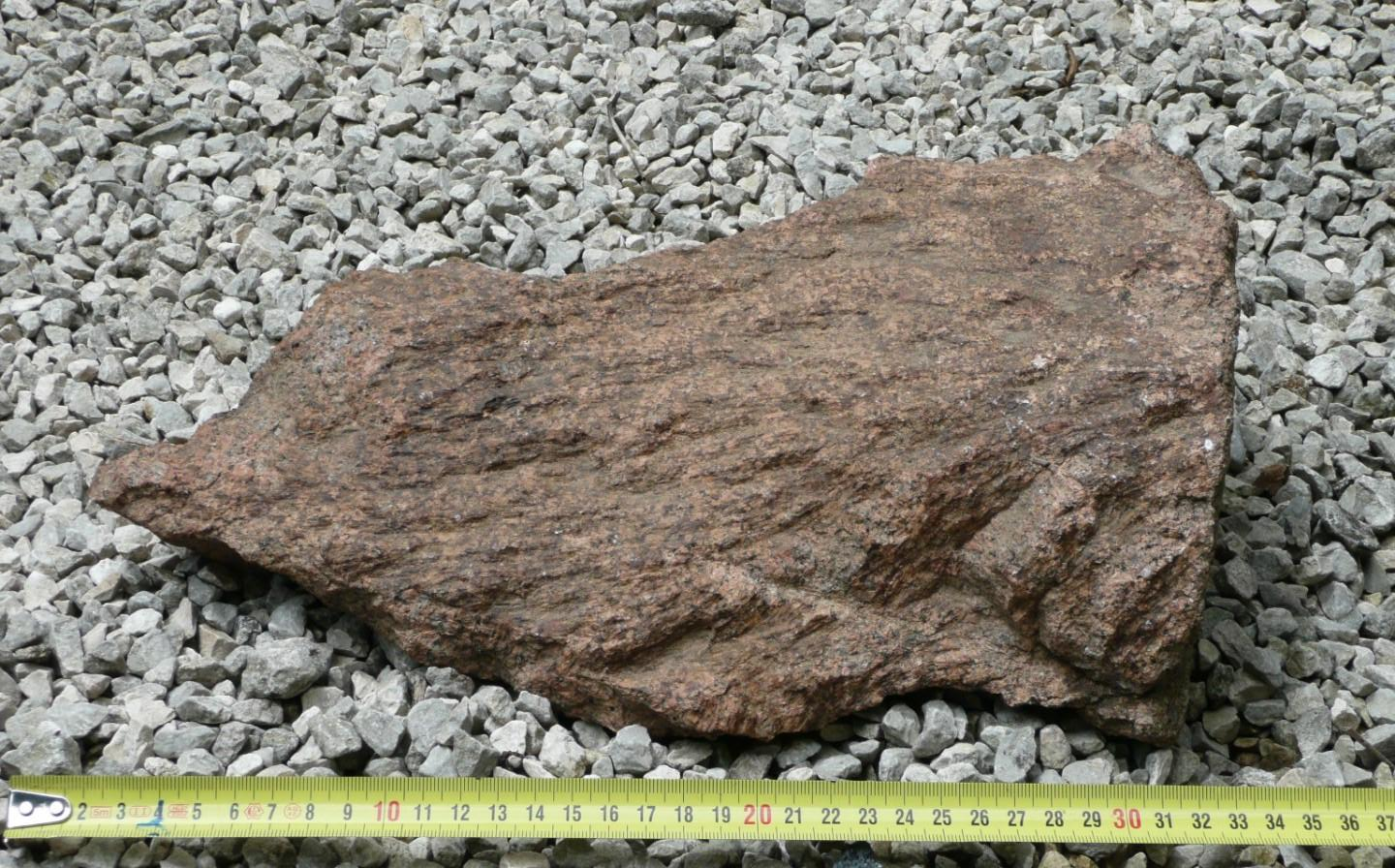
Cone de fragmentos da cratera de Rochechouart

Geologicamente, o parque pertence a dois terrenos muito diferentes: a maior parte a nordeste de uma linha Varaignes - Nontron - Saint-Pardoux-la-Rivière - Thiviers consiste em rochas de embasamento variscanas do noroeste do Maciço Central. A parte sudoeste, muito menor, é composta de rochas sedimentares mesozóicas e cenozóicas pertencentes à Bacia Aquitaniana. A fronteira entre os dois terrenos é delineada por importantes falhas na maioria dos lugares. O bloco sedimentar derrubado tem, em geral, elevações muito mais baixas. O bloco do embasamento foi elevado recentemente, conforme demonstrado pelo rejuvenescimento dos córregos.
As rochas do embasamento são principalmente gnaisses, micaxistos e granitoides, com afloramentos ocasionais de anfibolitos e serpentinitos. A sucessão sedimentar da Bacia Aquitaniana começa com uma transgressão no Jurássico Inferior (Lias) sobre as rochas do embasamento (geralmente um conglomerado na base, seguido por arcoses, dolomitas e xistos). Durante o Jurássico Médio, desenvolveu-se um recife calcário construído a partir de ooides. Durante o Jurássico Superior, foram depositados calcários densos e micríticos. Depois disso, o mar recuou para voltar novamente no início do Cenomaniano (Cretáceo Superior). Sedimentos de um mar epicontinental muito quente foram depositados até o Maastrichtiano. No final do Cretáceo, o mar finalmente recuou e os sedimentos da Bacia Aquitaniana começaram a se tornar continentais na área do parque.
Durante a orogenia alpina e pirenaica (Eoceno e Oligoceno), a base do Maciço Central foi elevada e rejuvenescida. Como consequência, depósitos aluviais maciços (principalmente conglomerados e arenitos) foram formados como longas línguas nas planícies, algumas atingindo quase 50 quilômetros de comprimento. Devido às várias eras glaciais, a erosão aumentou novamente desde o Pleistoceno - um bom exemplo disso é o Dronne, desde o início do Pleistoceno, o rio baixou seu leito a jusante de Brantôme em quase 100 metros.
Uma particularidade geológica do parque é a cratera de Rochechouart, remanescentes do impacto de um asteroide no final do Triássico Superior (aproximadamente 200 milhões de anos atrás). O impacto criou uma cratera com um diâmetro de 21 quilômetros e destruiu todas as formas de vida em um raio de várias centenas de quilômetros. Não há nenhum vestígio da cratera original, os únicos indicadores de sua existência são os mantos de ejeção (brechas e suevitas), cones de fragmentação e cavalgamentos.

### Minerais no parque

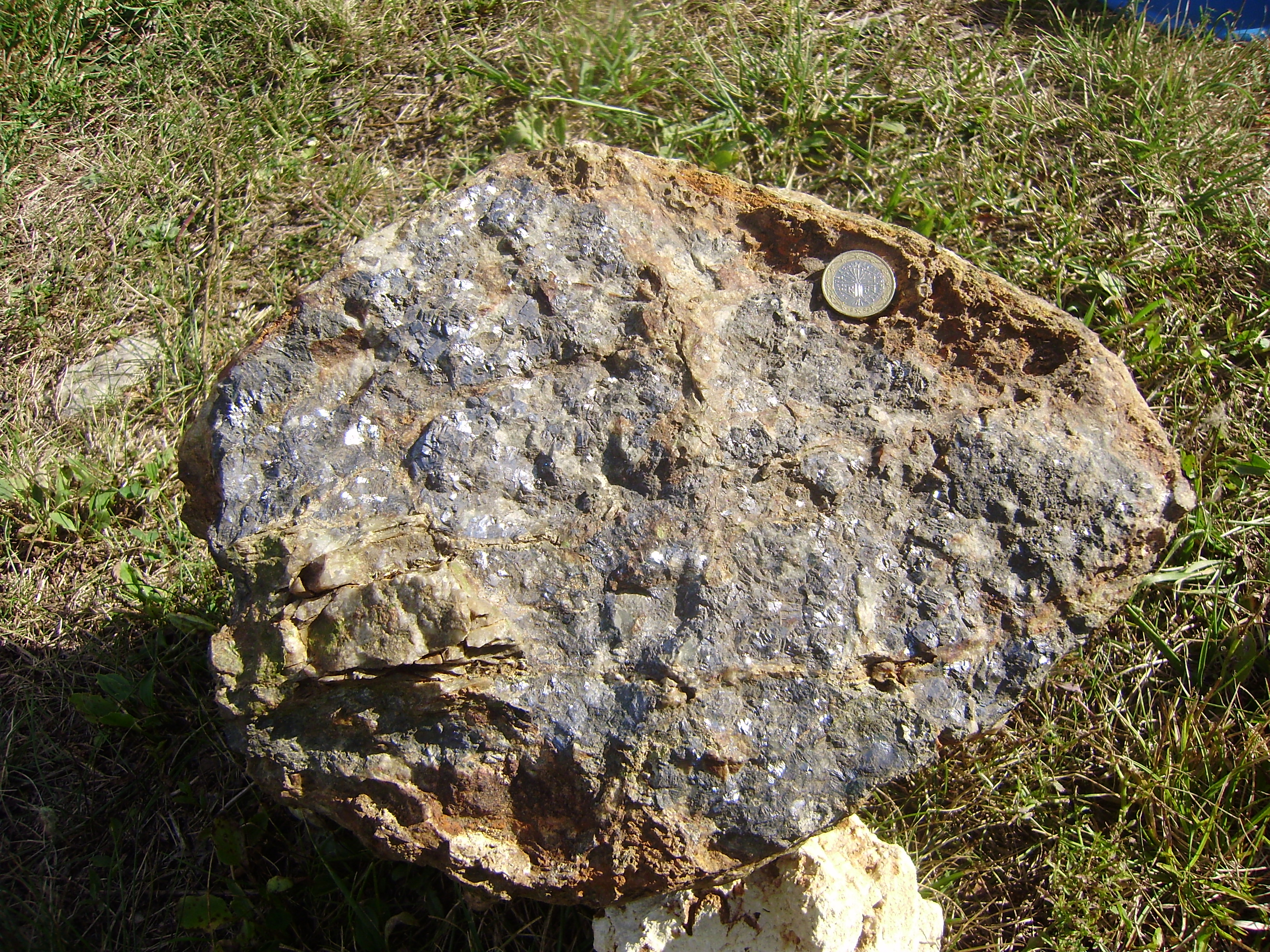
Revestimento maciço de galena - veio de quartzo do granodiorito Piégut-Pluviers, portador de hornblenda de granulação fina, Mine du Cantonnier, a sudeste de Nontron.

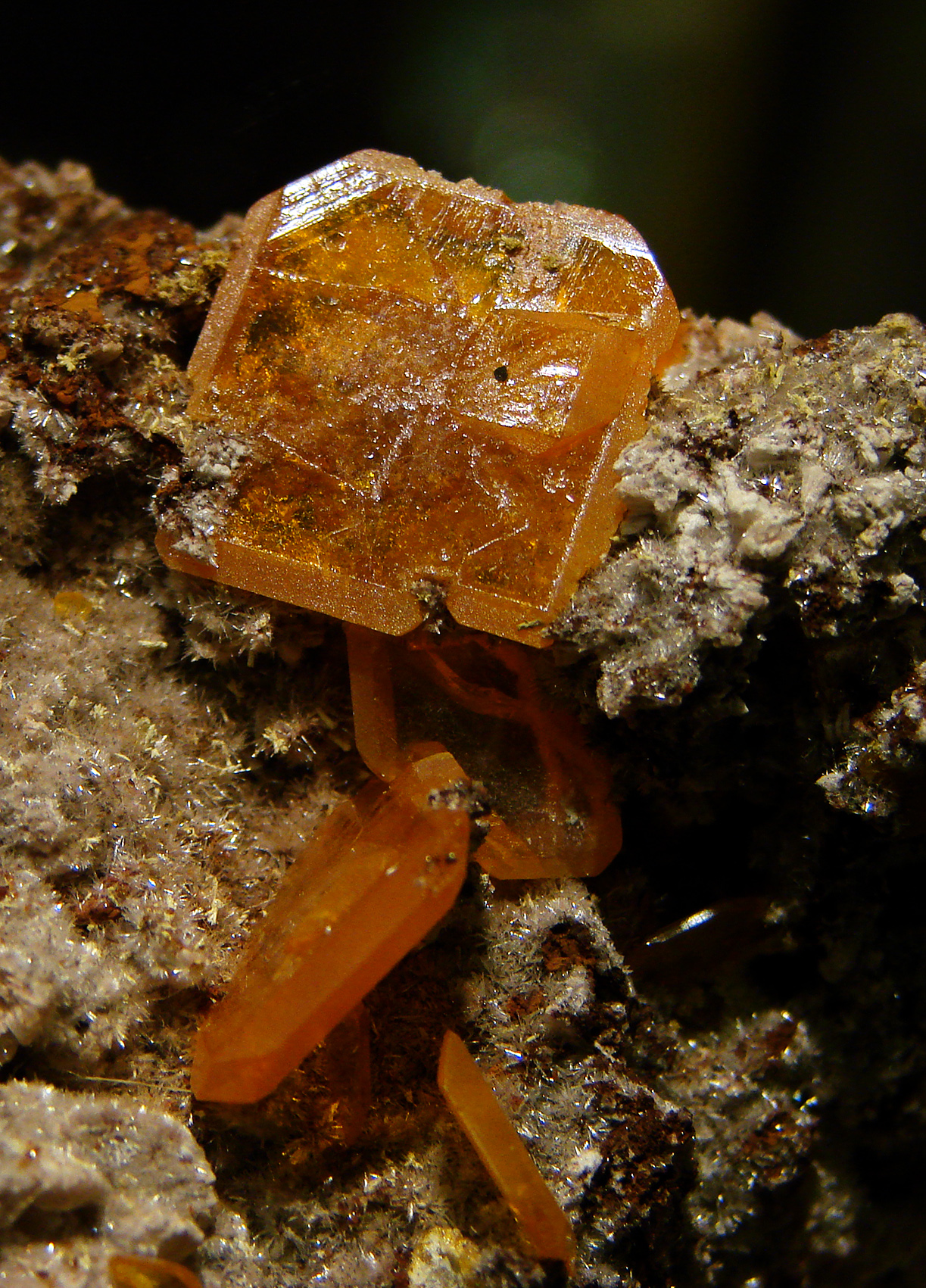
Wulfenita

Além dos minerais comuns quartzo, feldspato alcalino, plagioclásio, biotita, muscovita, bem como calcita, dolomita e gipsita, ocorrem minerais mais raros, como, por exemplo, actinolita, allanita, andalusita, antigorita, apatita, arsenopirita, barita, cassiterita, calcedônia, calcopirita, clorita, cromita, clinopiroxênio, crisotila, cordierita, cianita, epidoto, galena, granada, goethita, grafite, hematita, hornblenda, ilmenita, caulinita, limonita, magnetita, manganita, marcassita, montmorillonita, prehnita, psilomelano, pirita, pirolusita, pirrotita, rutilo, sillimanita, esfalerita, esfeno, estaurolita, turmalina e zircão. Há também alguns minerais muito raros, como anglesita, autunita, berilo, cerussita, covellita, crocoíta, greenockita, nontronita, piromorfita, scheelita, prata,  estibina e wulfenita nativas, além de minerais extremamente raros, como chalcolita, dundasita, embreyita, hisingerita, leadhillita, mimetita, ozocerita (pseudomineral) e vauquelinita.

### Recursos

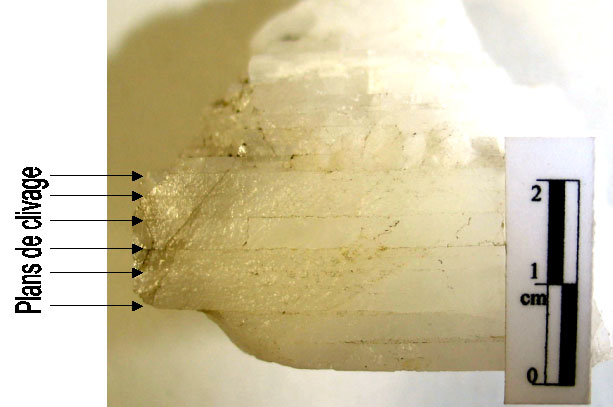
Quartzo ultrapuro de Saint-Paul-la-Roche

No Granodiorito de Piégut-Pluviers existia uma pedreira perto de Lacaujamet (comuna de Saint-Estèphe, não muito longe de Piégut-Pluviers) que antigamente extraía lintéis de granodiorito para portas e janelas. As argilas do Toarciano foram exploradas por várias pequenas fábricas de azulejos. Os calcários relativamente macios do Cretáceo (especialmente o Turoniano) eram extraídos em centenas de pequenas pedreiras, pois eram uma pedra de construção muito apreciada. Todas essas atividades foram suspensas no parque. Há algumas pedreiras ainda em operação, mas elas produzem principalmente cascalho para obras rodoviárias ou farinha de calcário para fins agrícolas.
Muitos bolsões pequenos de pegmatito eram explorados localmente como recurso para o setor de porcelana.
Uma curiosidade foi uma lente de quartzo ultrapuro encontrada perto de Saint-Paul-la-Roche com superfícies C paralelas pertencentes a um material C/S. Originalmente, essa peça foi atribuída à cratera de Rochechouart, mas depois foi confirmado seu caráter puramente tectônico. Enquanto isso, o afloramento foi completamente explorado devido a solicitações do setor de computadores e da NASA.
Nos últimos dois séculos, filões contendo chumbo, zinco e prata foram minerados perto de Nontron e Saint-Pardoux-la-Rivière. O ferro costumava ser explorado no Sidèrolithique - pequenos depósitos terciários ricos em ferro. Na base desses depósitos de ferro estão camadas ricas em manganês em depressões e preenchimentos cársticos. Eles formaram a base para as atividades de mineração de manganês que cessaram no século passado.
Sabe-se que os seguintes metais existem, mas nunca foram extraídos:
- antimônio - em pirita perto de Bussière-Galant;

- cobre - em calcopirita e em covellita perto de Saint-Pierre-de-Frugie;

- ouro - em arsenopirita perto de Bussière-Galant;

- estanho - em cassiterita perto de Cussac;

- tungstênio - em scheelita perto de Montibus, comuna de Mialet;

- urânio - em autunite e em chalcolita, comuna de Champs-Romain.

## Flora e fungos

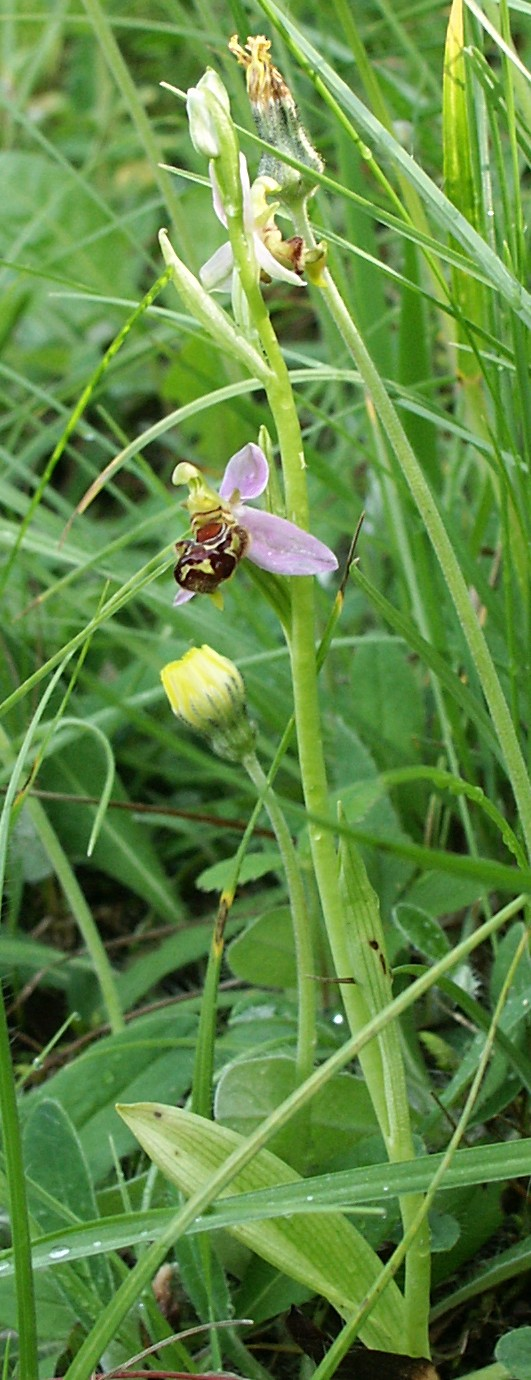
Orquídea-abelha, uma das mais de 25 espécies de orquídeas encontradas no parque

O parque abriga muitos biótopos diferentes e, portanto, possui uma flora muito variada. Destacam-se as orquídeas com 25 espécies diferentes conhecidas. Entre elas, encontram-se espécies como Anacamptis coriophora, orquídea-abelha, Dactylorhiza maculata, orquídea-mosca, orquídea-sapo e orquídea-piramidal. Além das orquídeas, crescem também chelidonium, jacinto-silvestre, escovinha, a carnívora Drosera rotundifolia, equisetum, Gentiana pneumonanthe, geum, madressilva, mentha, Papaver rhoeas, Polygonatum multiflorum e Verbascum thapsus.
Os cogumelos também são bastante comuns, com espécies como agaricus, boletus, craterellus e trufas.
Entre os arbustos e árvores, prosperam Fraxinus excelsior, avelã, malus, Mespilus germanica, carvalho, Prunus spinosa, Robinia pseudoacacia, sambucus, castanheira e nozes.

## Fauna
No parque, vivem mais de 40 espécies diferentes de mamíferos, entre eles a fuinha, a gineta-comum, o texugo-europeu, a marta, o visão-europeu, a lontra-europeia, a raposa, o leirão, o ouriço, o veado-vermelho, o esquilo-vermelho, a corça e o javali.
Os morcegos compreendem 12 espécies diferentes, entre elas a barbastella, o Rhinolophus ferrumequinum, o Rhinolophus hipposideros, o pipistrellus, o plecotus e o morcego-de-bigodes.

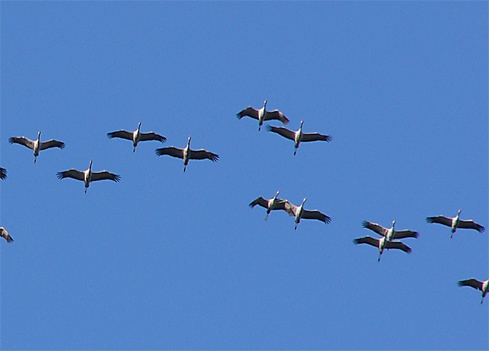
Aves migratórias

As aves são representadas por 110 espécies, como, por exemplo, coruja-das-torres, milhafre-preto, rabirruivo-preto, pica-pau-preto, águia-de-asa-redonda, cuco-canoro, peneireiro-eurasiático, martim-pescador, galinha-d'água, noitibó-europeu, pisco-de-peito-ruivo, pica-pau-malhado-grande, perdiz-cinzenta, tartaranhão-azulado, vespeiro-europeu, poupa, gralha, mocho-galego, rouxinol, picanço e andorinha.
Entre os répteis, 12 espécies têm seu habitat no parque, como, por exemplo, a cobra-d'água-de-colar, Vipera aspis, a lagartixa-dos-muros e Lacerta bilineata.
Os anfíbios também incluem 12 espécies, como, por exemplo, a rã-ágil, a rã-comum, o sapo-comum, a rã-arborícola-europeia, a salamandra-de-fogo e o tritão-marmoreado.
Entre os peixes, há a truta-marrom, o Phoxinus phoxinus, a lampreia-de-riacho e o Cottus gobio.
Também há muitos invertebrados diferentes, entre eles o Austropotamobius pallipes, Margaritifera margaritifera e insetos como gafanhotos, grilos, Geotrupidae, Lucanus cervus, Lepidoptera e Odonata.

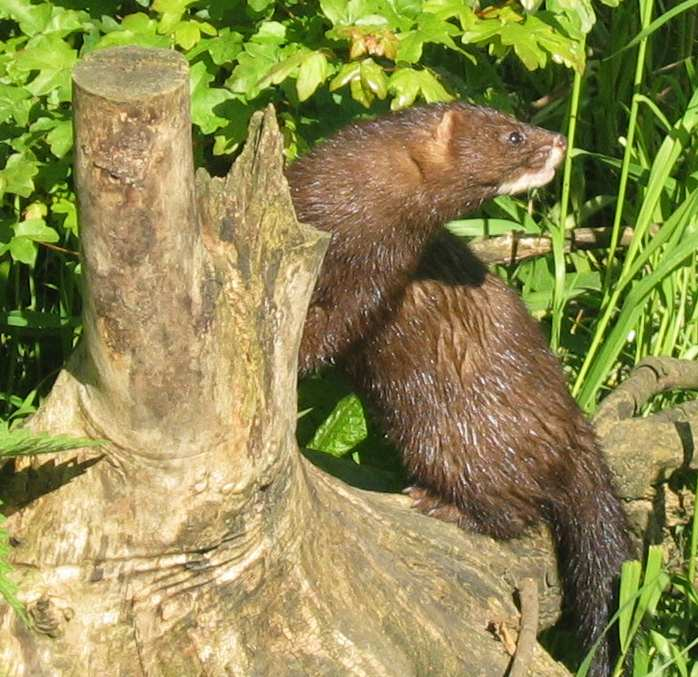
Vison-europeu
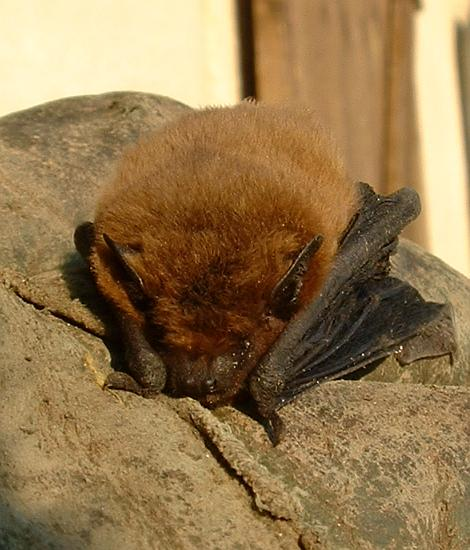
Pipistrellus
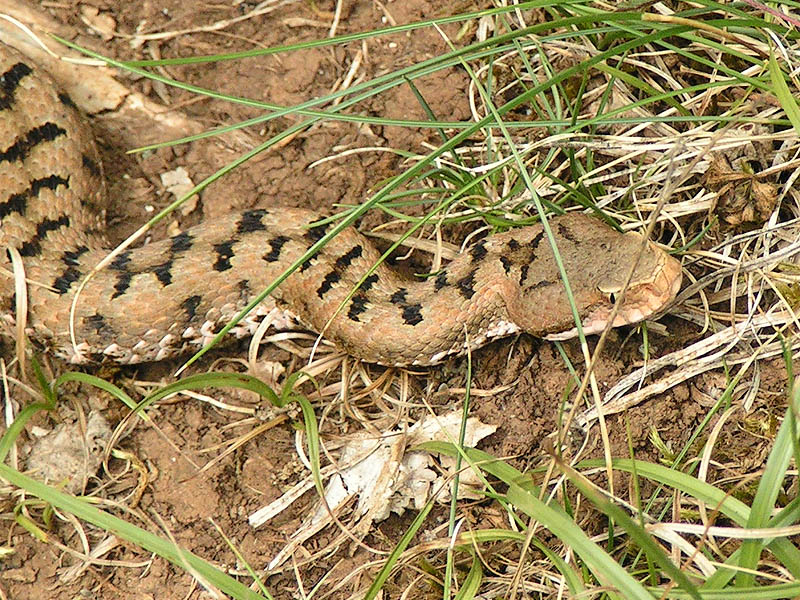
Vipera aspis
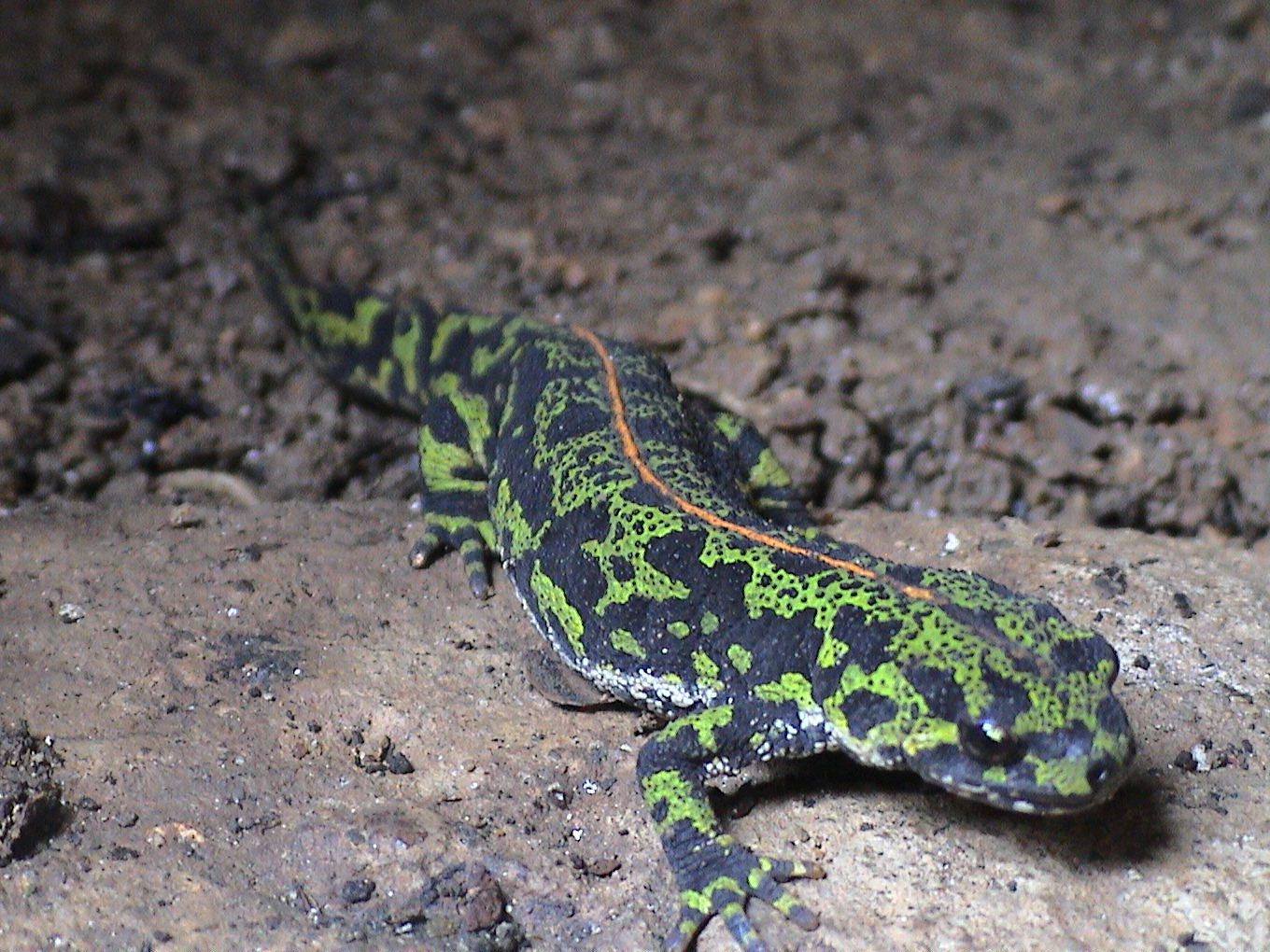
Tritão-marmoreado

## Pré-história

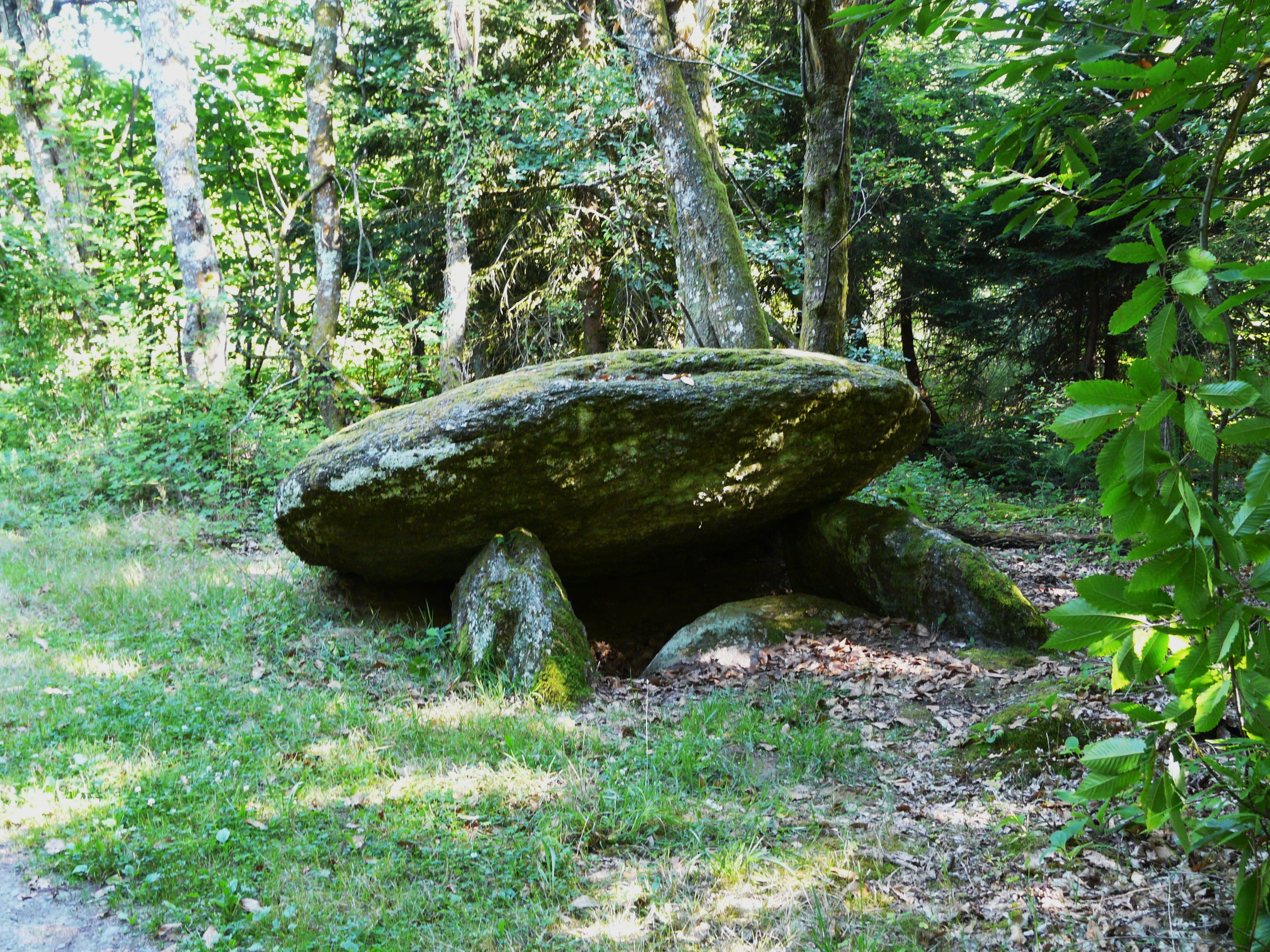
Dolmen perto de La Jalinie, comuna de Saint-Jory-de-Chalais

A área do parque foi habitada por seres humanos (Homo heidelbergensis e Homo neanderthalensis) desde o Paleolítico Inferior. Mais de 1.200 restos de ferramentas de pedra encontrados perto de Vayres documentam a presença de humanos a partir de 300 mil anos AP (Acheuliano) até o Neolítico. As numerosas descobertas (mais de 3.000 peças) perto de Montoume (município de Chéronnac) abrangem o Paleolítico Médio, o Paleolítico Superior, o Mesolítico e o Neolítico.

### Habitações
Abrigos de pedra, grutas e cavernas nos vales de Bandiat, Dronne, Nizonne, Tardoire e Trincou foram ocupados desde o Mousteriano até o Magdaleniano. Os exemplos são:
- Brouillaud, perto de La Tour-Blanche. - Mousteriano e Aurignaciano
- Font Bargeix, perto de La Chapelle-Montmoreau - Magdaleniano
- Fronsac, perto de Vieux-Mareuil - Magdaleniano
- La Jovelle, perto de La Tour-Blanche - gravuras de um capricórnio e um mamute - Périgordiano
- La Peyzie perto de La Tour-Blanche - Magdaleniano e Aziliano
- La Tabaterie, perto de La Gonterie-Boulouneix - abrigo de rocha paleolítica, um pouco fora do parque
- Puyrignac, próximo a Champeaux-et-la-Chapelle-Pommier
- Rebières, próximo a Brantôme - vários abrigos de rocha e cavernas, um pouco fora do parque
- Sandougne perto de La Gonterie-Boulouneix - Mousteriano
- Villars - 30 gravuras e pinturas rupestres (cavalo azul, capricórnios, caçador atacado por um bisão) - início do Magdaleniano (17.000 - 15.000 anos AP)
- Teyjat - gravuras de bisões, veados vermelhos, cavalos e renas - final do período Magdaleniano (~ 10000 anos AP)

Os sítios neolíticos a céu aberto Montoume e Nouaillas, perto de Vayres, documentam a mudança gradual de caçadores-coletores para um estilo de vida mais agrário/séssil. As descobertas incluem machados de pedra, pontas de flechas, raspadores e pedras de amolar feitas de quartzo ou xistos metamórficos.

### Cultura megalítica

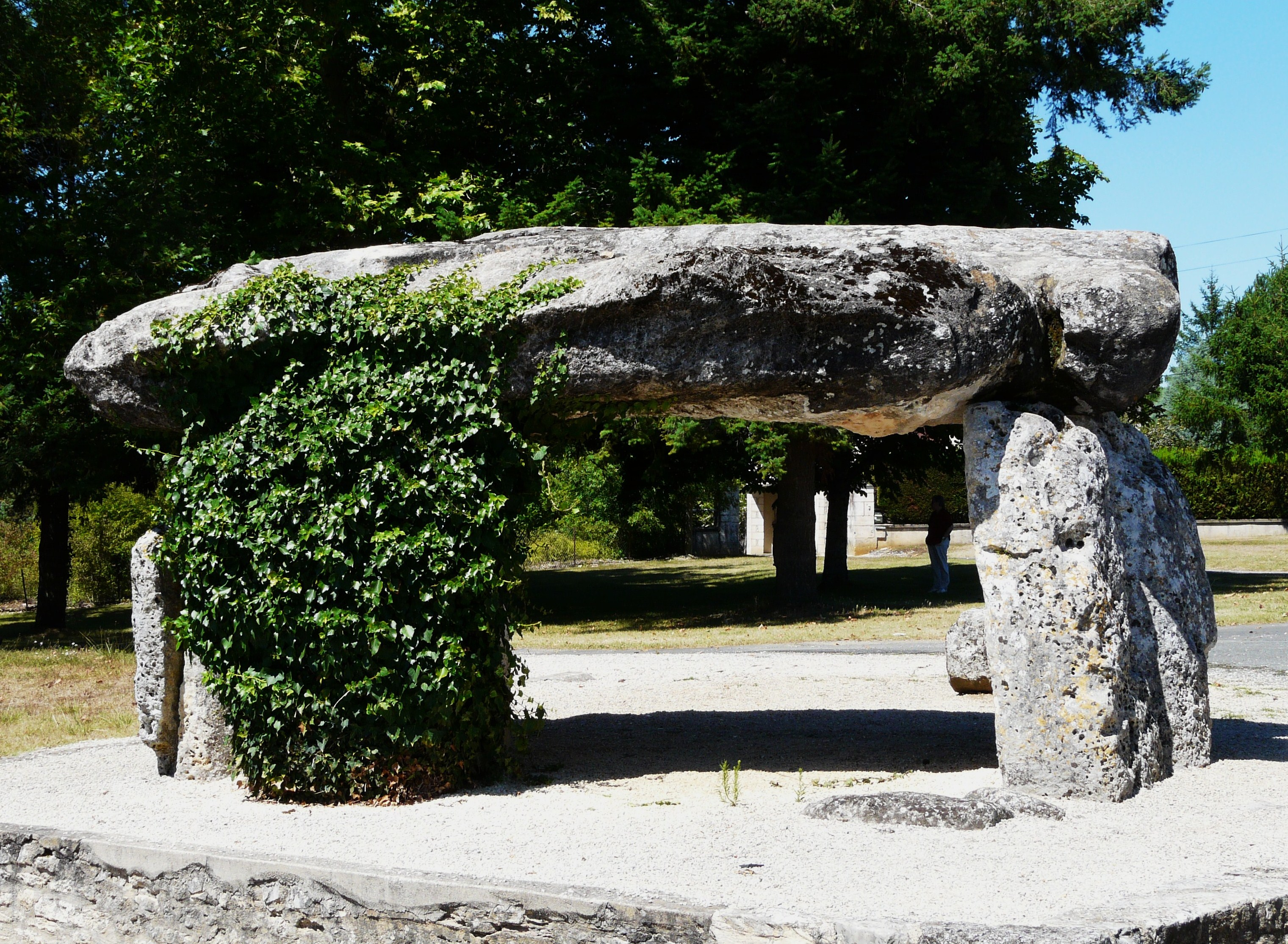
Dolmen Peyrelevade perto de Brantôme

Do período megalítico, há vários dólmenes e menires deixados para trás no parque. Exemplos de dólmenes são:
- Caillou blanc, perto de Rochechouart
- Chez-Moutaud, perto de Saint-Auvent
- La Côte perto de Saint-Laurent-sur-Gorre
- La Jalinie próximo a Saint-Jory-de-Chalais
- La Tamanie, perto de Oradour-sur-Vayres[3]
- Le Fouret perto de Condat-sur-Trincou
- Peyre d'Ermale perto de Paussac-et-Saint-Vivien, um pouco fora do parque
- Peyrelevade próximo a Brantôme, fora do parque
- Peyrelevade perto de Paussac-et-Saint-Vivien, fora do parque
- Pierre Plate, próximo a Veaubrunet, comuna de Teyjat - remanescentes

Exemplos de menires são:
- Chez-Moutaud, perto de Saint-Auvent
- Coudert-Ferry, perto de Milhac-de-Nontron
- Firbeix, perto de Piégut-Pluviers
- Le Fouret perto de Condat-sur-Trincou
- Lescuyras, perto de Saint-Laurent-sur-Gorre
- Theil perto de Gorre

O dólmen e os menires foram erguidos por volta de 3500 a.C. e são atribuídos à cultura Artenac. Muitas ferramentas de pedra, facas de pedra, pontas de flecha e pedras de amolar feitas de sílex foram encontradas nas proximidades. É significativa a primeira ocorrência de fragmentos de cerâmica simples e adornada.

### História inicial

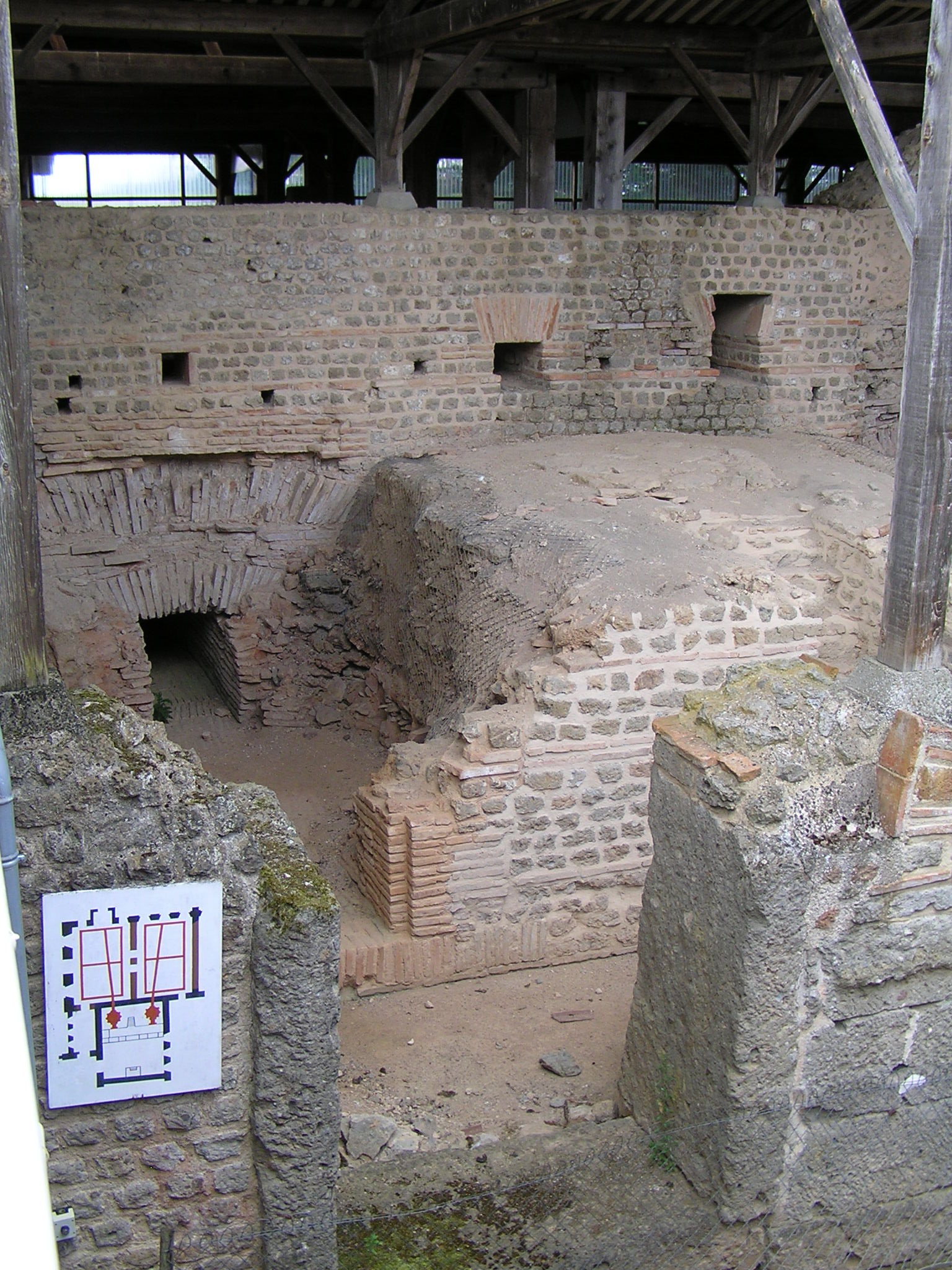
As Thermae perto de Chassenon

Um assentamento da Idade do Bronze próximo a Chalat, comuna de Vayres, até o momento, produziu apenas descobertas insignificantes.
Do início da Idade do Ferro datam vários túmulos e uma lista de necrópoles. Alguns exemplos são:
- Champ des Mottes perto de Oradour-sur-Vayres - túmulos
- Coudert-Ferry, perto de Milhac-de-Nontron - túmulo
- La Motte, perto de Rochechouart - túmulo e necrópole

Foram descobertas fíbulas e facas de ferro em vasos adornados geometricamente que também guardavam as cinzas dos defuntos.
Vários locais do Império Romano também são conhecidos, como as fundações da vila perto de Lussas-et-Nontronneau, não muito longe de Nontron. Fora do parque estão as termas romanas, perto de Chassenon (Cassinomagus) no departamento de Charente. O parque é atravessado pela antiga estrada romana Via Agrippa que ligava Limoges a Saintes.
Há uma necrópole da dinastia merovíngia que data do século VI em La Blancherie, perto de Paussac-et-Saint-Vivien, na extremidade do parque.

## Locais de interesse
No departamento de Charente: os reservatórios Lavaud e Mas Chaban.
No departamento de Dordogne: Château de Richemont, Nontron, Saut du Chalard perto de Champs-Romain, Château de Jumilhac em Jumilhac-le-Grand, a torre redonda da masmorra de Piégut, Château des Bernadières perto de Champeaux-et-la-Chapelle-Pommier, a igreja romanesca em Bussière-Badil, Château de Mareuil em Mareuil, Abbey Saint-Pierre em Brantôme.

No departamento de Alto-Vienne: Château de Montbrun, Château de Rochechouart, o castelo em Les Cars, Château de Brie perto de Champagnac-la-Rivière, os dois castelos em Châlus - Château de Châlus-Chabrol e Château de Châlus-Maulmont, a igreja românica em Salles-Lavauguyon, a igreja em Flavignac com um relicário, e o reservatório em Bussière-Galant.

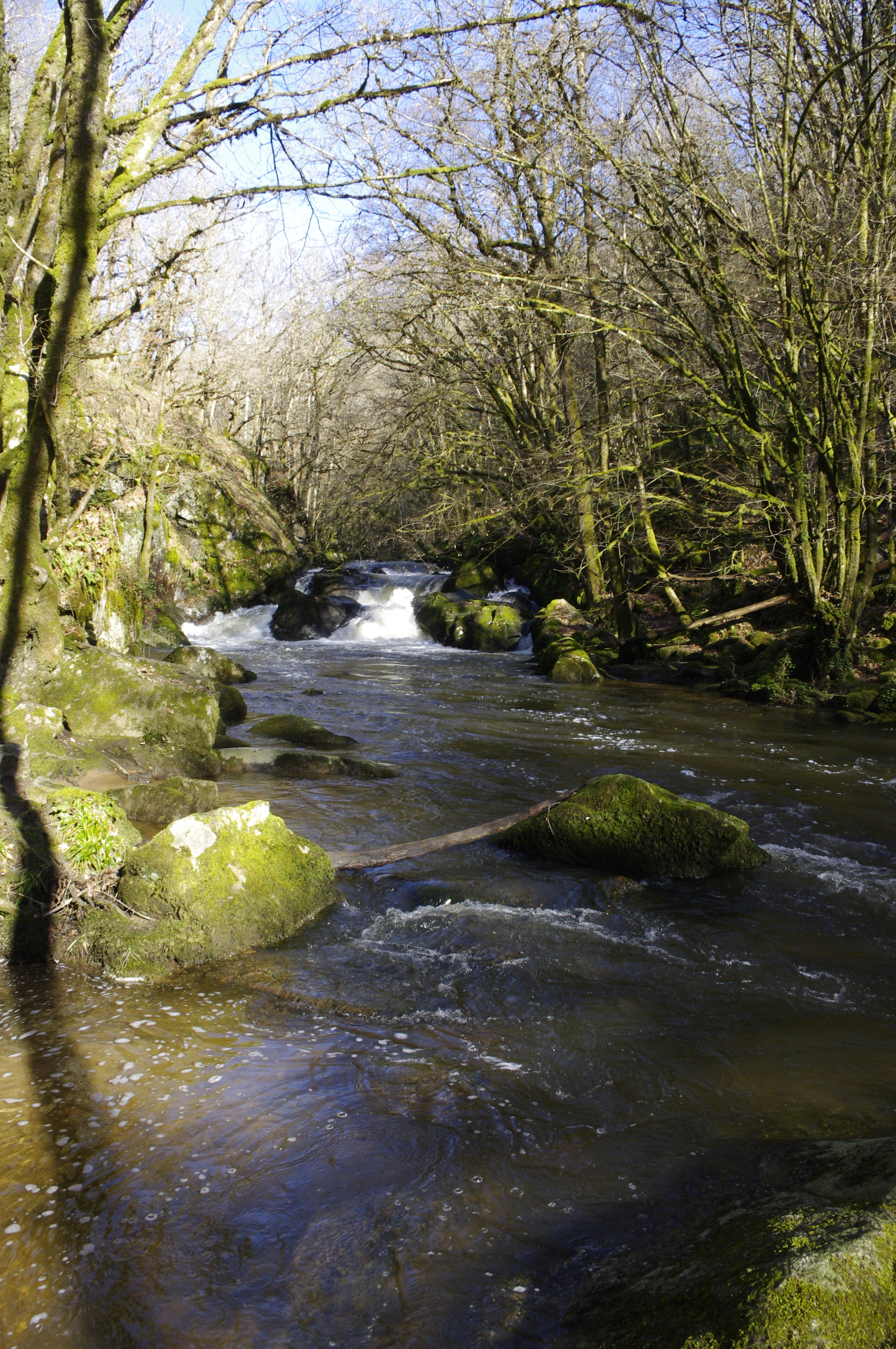
Saut du Chalard – corredeiras no rio Dronne
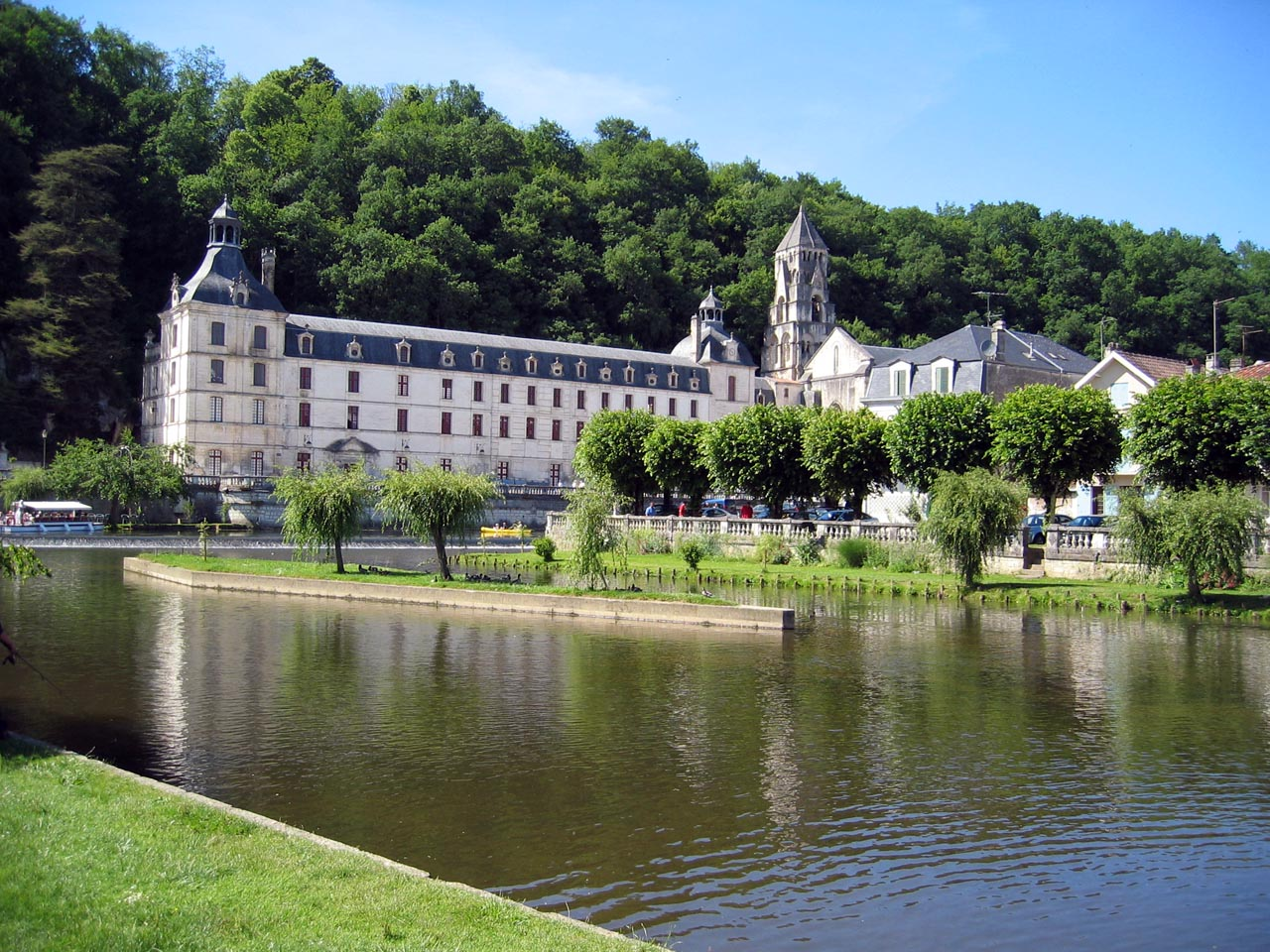
Abadia de Saint-Pierre-de-Brantôme
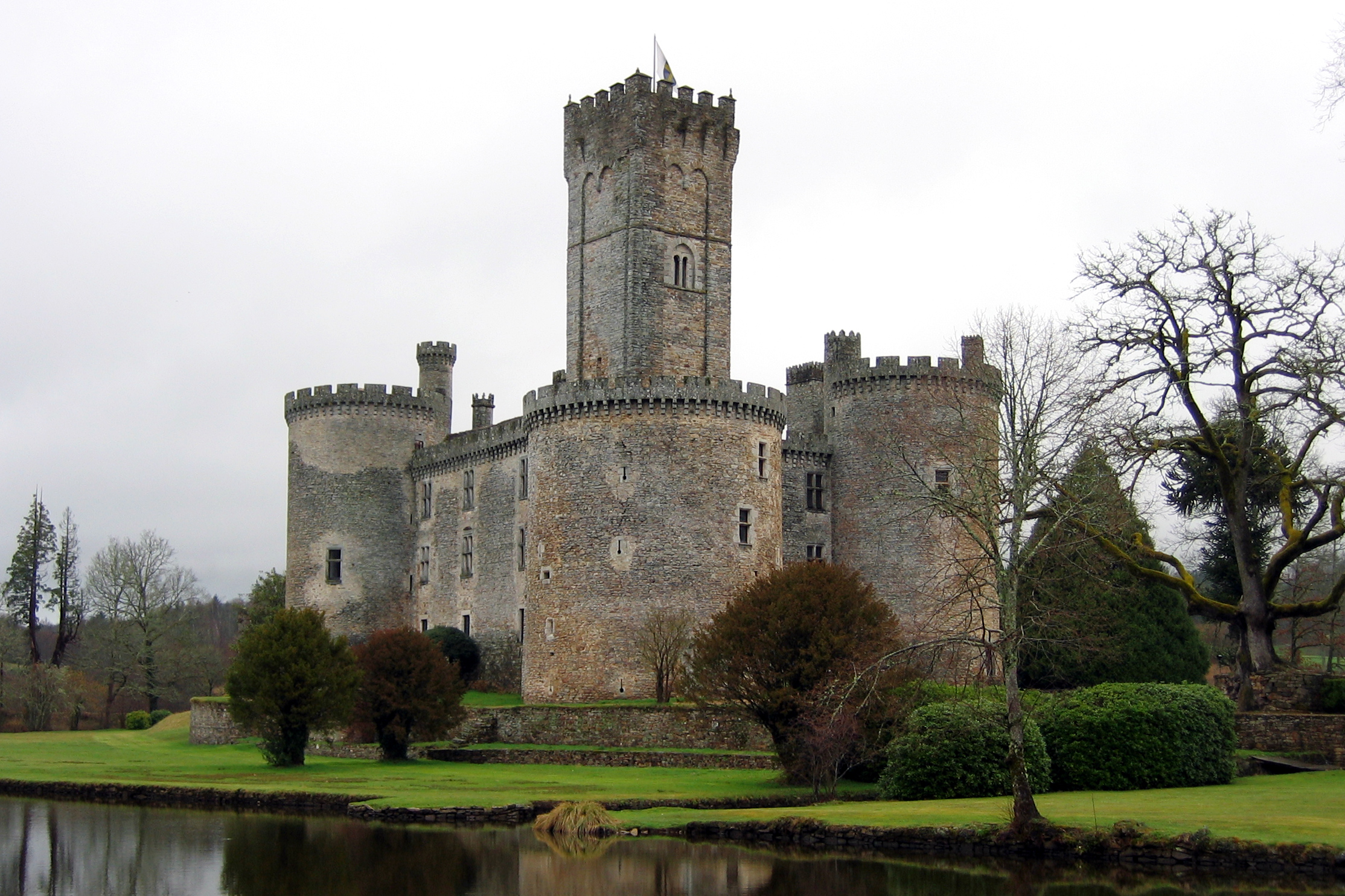
Castelo de Montbrun
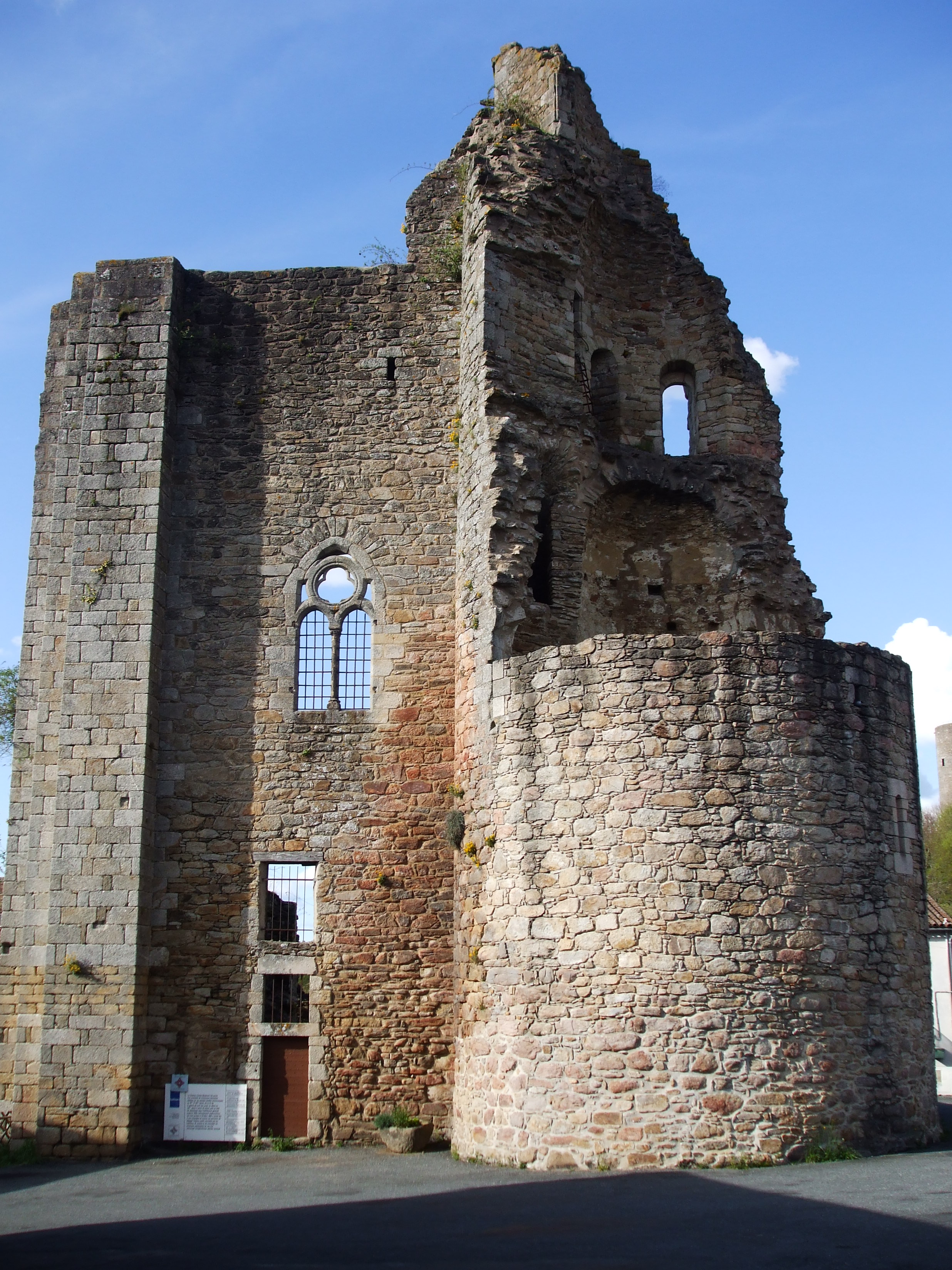
Castelo de Châlus-Maulmont
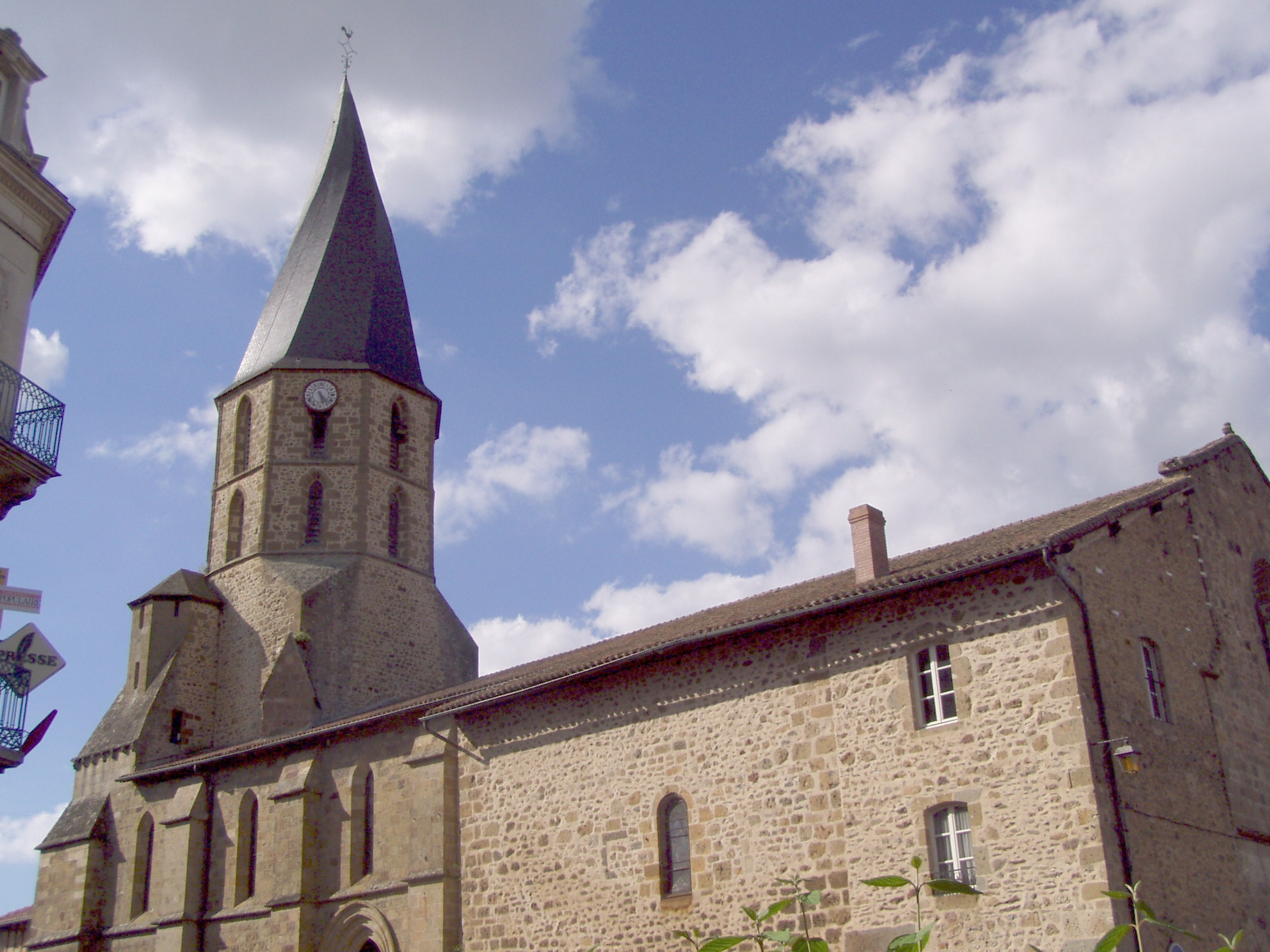
Igreja Saint-Sauveur em Rochechouart
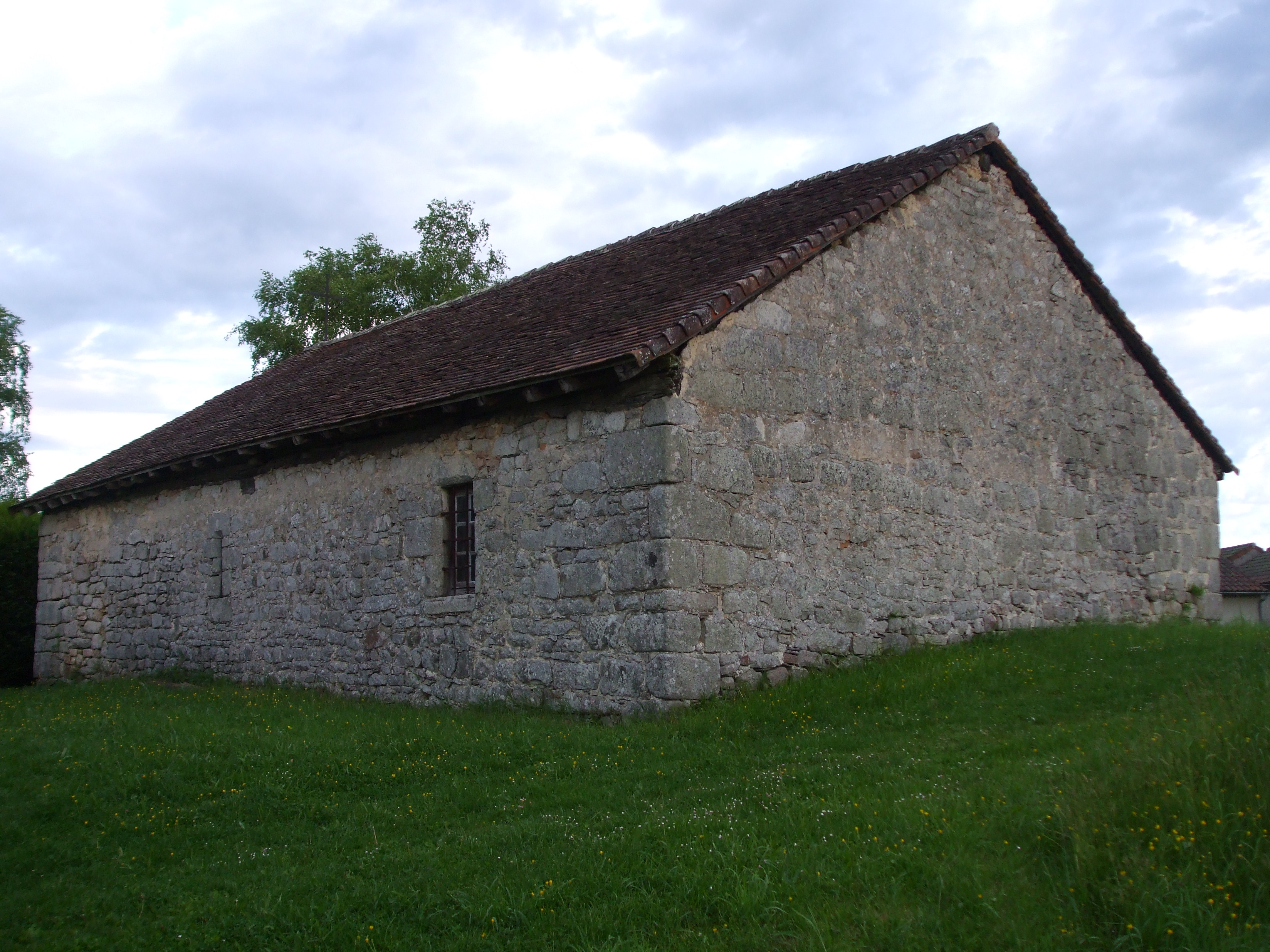
Capela em Courbefy, próxima ao ponto mais alto do parque
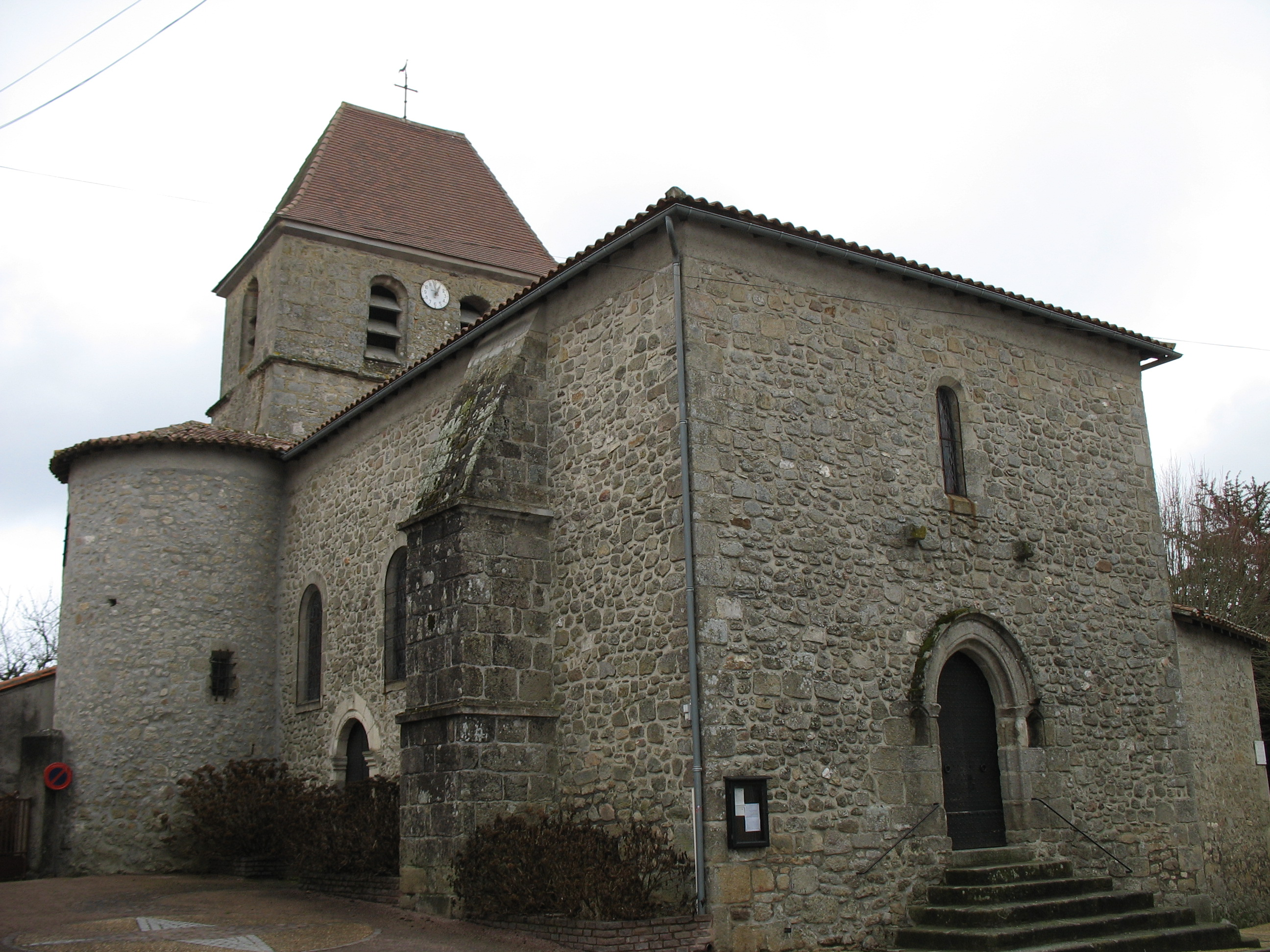
Igreja em Saint-Saud-Lacoussière
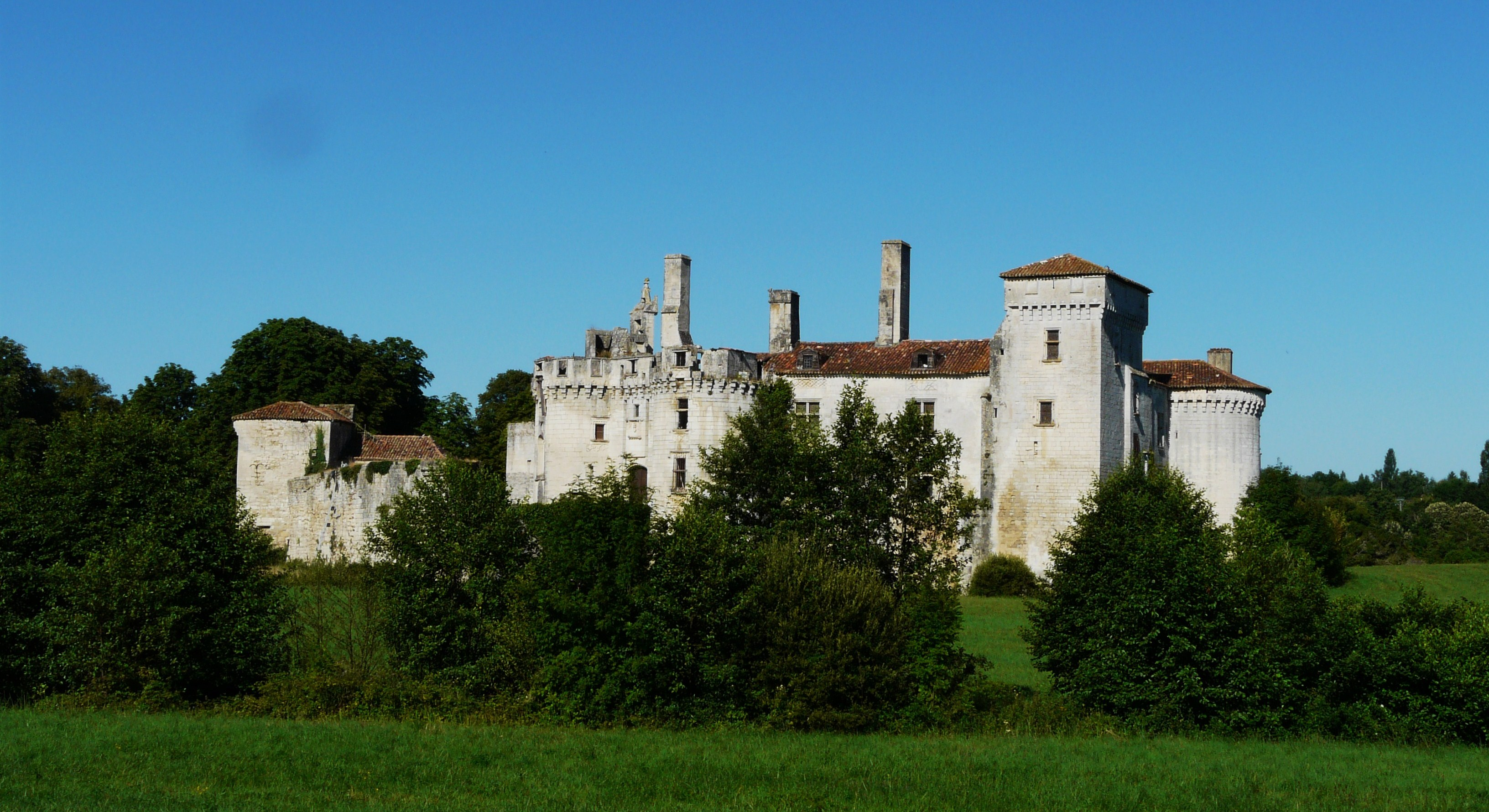
Castelo de Mareuil

## Literatura
- Aubarbier, J.L., Binet, M., Bouchard, J.P. und Guichard, G. (1991). Aimer la Préhistoire en Périgord. Éditions Ouest-France. ISBN 2-7373-0786-4 (em francês)
- Chèvremont, P., Floch, J.P., Ménillet, F., Stussi, J.M., Delbos, R., Sauret, B., Blès, J.L., Courbe, C. und Vuaillat, D. (1996). Carte géologique de la France à 1/50000, Feuille Rochechouart. BRGM éditions. (em francês)
- Les minéraux de Nontron. Le Règne Minéral, Novembre/Décembre, Munich 2008. (em francês)